# William Wilson Hunter

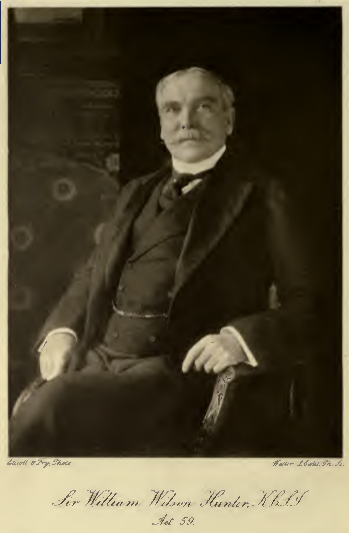
Sir William Wilson Hunter (1840–1900)

Sir William Wilson Hunter, KCSI, CIE (* 15. Juli 1840 in Glasgow; † 6. Februar 1900 in Oaken Holt, Oxfordshire) war ein britischer Staatsmann und Schriftsteller.

## Leben
Hunter studierte an den Universitäten von Glasgow, Paris und Bonn. Nach erfolgreichem Abschluss dieser Studien bekam er eine Anstellung in der Verwaltung der britischen Kolonien. 1862, unter der Aegide von Vizekönig James Bruce, 8. Earl of Elgin begann Hunter seinen Dienst in Britisch-Indien und blieb dort auch bis zu seiner Pensionierung.
Als 1866 eine Hungersnot ausbrach, übertrug man Hunter die Leitung des öffentlichen Unterrichts in der Provinz Orissa. Hier begann er auch mit den Arbeiten zu seinem ersten Buch. 1868 konnte er seine Untersuchung Comparative dictionary of the non-aryan languages of India and High-Asia veröffentlichen; darin verglich 139 Dialekte und versuchte, sie zu analysieren.
Um die einheimische Bevölkerung machte sich Hunter ebenfalls verdient, da er immer wieder auf das diesen Menschen zugefügte Unrecht hinwies. Trotzdem wurde Hunter für seine Arbeit (und seine Veröffentlichungen) offiziell und öffentlich belobigt.
Nachdem Hunter verschiedene Regierungsämter bekleidet hatte, erreichte er 1871 mit der Ernennung zum Generaldirektor des indischen Statistischen Büros den Höhepunkt seiner Karriere. Als solcher leitete er die Zensusaufnahme von 1872 und veröffentlichte die Resultate derselben 1876 in einem umfassenden Werk von 20 Bänden. 1878 wurde er dafür – als einer der ersten – mit dem Orden des Sterns von Indien ausgezeichnet. Der Großmeister des Ordens, Vizekönig Robert Bulwer-Lytton, 1. Earl of Lytton, überreichte Hunter diese Auszeichnung.

## Schriften
- Comparative dictionary of the non-Aryan languages of India and High-Asia. 1868
- Annals of rural Bengal. 1872, 7. Auflage 1897
- Brief history of the Indian people. 4. Auflage 1884.
- History of British India. 1899–1900, (2 Bände)
- England’s work in India. 1881, 10. Auflage 1890
- Famine aspects of Bengal districts. 2. Auflage. 1874.
- Imperial Gazetteer of India. 1881 (9 Bände), neue Bearbeitung 1885–87 (14 Bände), 3. Auflage 1908 (26 Bände mit Atlas)
- Indian empire. Its history, people and products. 1882, 2. Auflage 1886, 3. Auflage 1896.
- The Indian Musulmans: are they bound in conscience to rebel against the Queen? 1871, 3. Auflage 1876. Textarchiv – Internet Archive
- Life of the Earl of Mayo (2. Auflage 1876, 2 Bände, kurze Biografie 1891)
- Orissa. The vicissitudes of an Indian province under native and British rule. 1872 (2 Bände)
- Statistical account of Assam. 1880 (2 Bände)
- Brief history of the Indian peoples. 20. Auflage 1892
- Bombay 1885 to 1890, a study of administration. 1892
- Life ot Brian H. Hodgson, British resident of the court of Nepal. 1896.
- als Herausgeber: Rulers of India (biographisches Sammelwerk)
- The India of the Queen, and other essays. 1903 (posthum)